# Ulopa carneae
Ulopa carneae är en insektsart som beskrevs av Wagner 1955. Ulopa carneae ingår i släktet Ulopa och familjen dvärgstritar. Inga underarter finns listade i Catalogue of Life.